# Macrohammus deyrollei
Macrohammus deyrollei är en skalbaggsart som först beskrevs av Thomson 1879.  Macrohammus deyrollei ingår i släktet Macrohammus och familjen långhorningar.
Artens utbredningsområde är Gabon. Inga underarter finns listade i Catalogue of Life.